# Ciszterci kolostor (Bátaszék)
A bátaszéki ciszterci kolostor (régebbi nevén cikádori kolostor) Magyarország első ciszterci kolostora volt a mai Bátaszék területén, melyet II. Géza alapított 1142-ben.
A hagyomány szerint II. Béla király már 1137-ben szeretett volna a Bécshez közeli, 1133-ban alapított heiligenkreuzi apátságból ciszterci szerzeteseket hozni, és letelepíteni magyar földön, de ezt IV. Lipót osztrák herceg megakadályozta. Az osztrák földön eleinte akadozó építkezések befejeződtek, így aztán már fél évtizeddel később (1142) nem volt akadálya annak, hogy Béla király fia, II. Géza király ciszter szerzeteseket fogadhasson magyar földön, akiket aztán a Duna egykori árterének szélén, valamikori fontos hadi út mentén lévő területre telepítette le. Persze a siker aligha Géza érdeme, hiszen ő akkor mindössze 12 esztendős lehetett, sokkal inkább anyja, meg az apjához hű előkelők buzgólkodtak azon, hogy teljesítsék a halott király akaratát. Nem lehet véletlen a helyválasztás, hiszen a közeli Tolnán született II. Géza, s a szerb származású özvegy királyné számára a szülőföldjével kapcsolatot biztosító délre vezető út mindig is fontos lehetett. A Duna közelsége egyben lehetőséget biztosított arra is, hogy az anyamonostorukkal is könnyen tarthassanak kapcsolatot a szerzetesek.

## A kolostor története

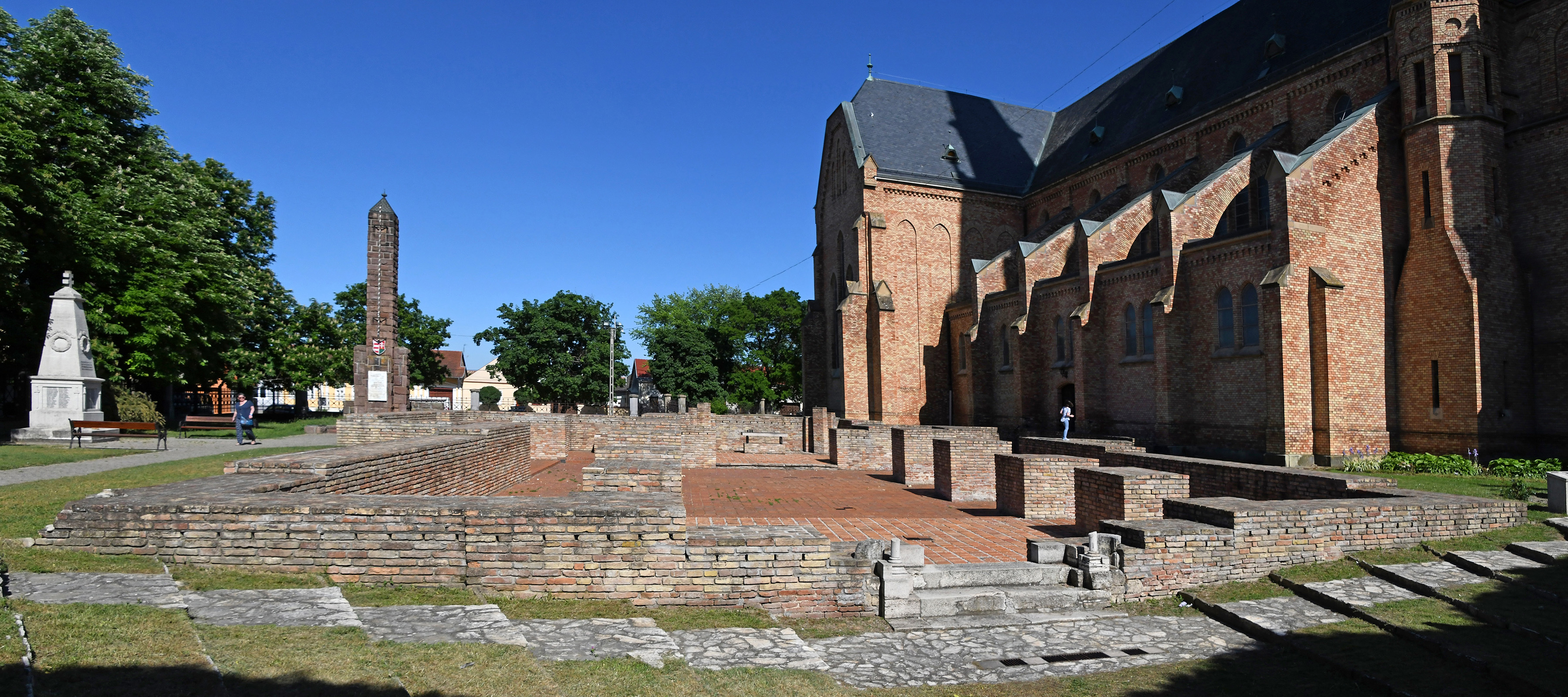
A romkert 2022-ben

A cikádori kolostortemplom a magyarországi cisztercita építészet legrégebbi emléke. Eredetileg háromhajós, keresztházas, egyenes szentélyzáródású volt. Később, feltehetően 14. században, a szentélyt átépítették, bővítették, és sokszögzáródásúra alakították. 1411-ben egy ferences szerzetes bitorolta az apáti címet, majd 1421-1454 között a Szerémségből, Szent Gergely bencés monostorból érkezett, a török elől menekülő bencés szerzetesek telepedtek meg, s Újlaki Imre apát vezetésével a maguk számára foglalták el a kolostort. 1478-ig bencés apátság maradt Cikádor, a ciszterciek minden fáradozása ellenére. 1478 után a monostort többé nem említi oklevél. Mikor szűnt meg benne a szerzetesi élet, nem tudható, de a mohácsi csata (1526. aug. 29.) után győzelmesen tovább vonuló török sereg aligha kímélte az építményt. Olyannyira elpusztult, hogy a századok folyamán még a kolostor helye is feledésbe merült. A 19. században tudósok vitatkoztak azon, hol is lehetett, melyik település területén a cikádori apátság. A török korban Bátaszéken palánkvár állt, amelynek területén állt egy régi templom is (ez a cikádori ciszterci templom lehetett). Bátaszék 1687-ben szabadult föl a török uralom alól. A palánkot lerombolták, vele együtt a templomot is.
A 18. század első felében a Bátaszéket egykor birtokló ciszterciek a középkori templom romjaira ráépítették a barokk plébániatemplomot. 1903-ban épült fel a jelenlegi Nagyboldogasszony-templom neogótikus stílusban. Tervezője Hofhauser Antal volt.

## Feltárások
1994-ben Valter Ilona régész végzett ásatást e templom mellett, s középkori falakat talált. A következő években sikerült megtalálni a középkori templomot és a kolostort is, a mai templomtól északra. A felfalazott alapfalakat romkert formájában mutatják be.